# Tell Afis
Tell Afis es un yacimiento arqueológico en la región de Idlib en el norte de Siria, que se encuentra a unos cincuenta kilómetros al sureste de Alepo. Se cree que el sitio es la antigua capital de Hazrek (o Hazrach, Hatarikka para los asirios) de Luhuti. Además, puede haber sido la antigua Hadrach, mencionada en la Biblia.
La ocupación humana abarca desde el IV mileniohasta el siglo VII a. C.
La estela de Zakkur, que contiene una dedicación en arameo al dios Iluwer, fue descubierta aquí en 1903.
El yacimiento ha sido excavado desde 1986 por un proyecto conjunto de las universidades de Roma La Sapienza, Pisa y Bolonia, bajo la dirección de Stefania Mazzoni y Serena Maria Cecchini. y desde 2006, por la Universidad de Florencia. Las campañas arqueológicas se han desarrollado entre 1986 y 2010. Los materiales hallados se remontan al V milenio a. C. En la zona de la acrópolis, se han sacado a la luz viviendas e instalaciones productivas, datadas entre la Edad del Bronce Antiguo IV y el comienzo del II milenio a. C.
Durante la Edad del Bronce Medio estuvo fortificada con muros de adobe en su lado occidental. En la parte septentrional, el muro conectaba con una muralla de tierra construida en la vertiente oriental del tell.
El asentamiento ocupa un área de 500 × 570 m, y constaba de una ciudadela, en el lado norte, y de una ciudad baja. Gozaba de una posición estratégica para el control de las rutas hacia el Mediterráneo, al este, la región de Jezirah y el río Éufrates, al norte, y sobre el acceso al valle del Amuq.
En la Edad Media, a Tell Afis se la conocía con el nombre de Jazr. En dicha época, el historiador árabe Ibn al-Qalanisi relata la conquista de Nur al-Din, en 1153. En el siglo XV, Afis era parte de la región de Jazr, densamente poblada como en la Antigüedad. Pietro della Valle la visitó en 1616.
Según los informes, Tell Afis fue dañado por campamentos militares durante la Guerra Civil Siria.